# ヘヴィ・マシナリー
『ヘヴィ・マシナリー』（Heavy Machinery）は、アンダース・ヨハンソン、イェンス・ヨハンソン、アラン・ホールズワースが連名で1996年に発表したスタジオ・アルバム。1997年発売の日本盤CD (PCCY-01119)帯におけるアーティスト表記は「ヨハンソン・ヨハンソン&ホールズワース」だった。

## 解説
イェンス・ヨハンソンによれば、ホールズワースが多忙だったこともあって、ギター・ソロのパートはベーシック・トラックの完成後に別録りされ、ホールズワースに対して演奏面でのガイドラインは要求しなかったという。イェンスは本作の音楽性に関して「極めてモーダルな素材作りを目指していたから、バッキング・トラックはシンセベースとドラムスを同時に録音して、あまり多くのキーボード・パートをオーバー・ダビングせず、できるだけ自然な形に仕上げて、そこにアランの方向性を迎え入れたのさ」と説明している。
ジョン・W・パターソンはオールミュージックにおいて5点満点中3点を付け「イェンス・ヨハンソンのキーボードは、多様なスタイルと和音のボイシングにおいて傑出している。彼の演奏は、ホールズワース独特のリード・フレージングと殆ど見分けがつかなくなることさえある」「ホールズワースのファンには必携である。ロックやジャズ・ロック/フュージョンのファンも、同様に楽しめるだろう」と評している。また、『CDジャーナル』のミニ・レビューでは「プログレッシヴな要素とフュージョン風の奔放な空間が双方のインプロの技を演出、技巧派の面目躍如」と評されている。

## 収録曲
全曲ともアンダース・ヨハンソンとイェンス・ヨハンソンの共作。下記トラック・リストは日本盤CDに準拠しており、スウェーデン盤では10曲目の「マクロウェイヴズ」の演奏時間が24分55秒（途中に約21分の無音状態を含む）という構成になっている。
1. ジョイント・ヴェンチャーズ - "Joint Ventures" - 5:48
2. ビーフ・チェロキー - "Beef Cherokee" - 4:02
3. オン・ザ・フローズン・レイク - "On the Frozen Lake" - 4:52
4. ミッション:ポッシブル - "Mission: Possible" - 5:15
5. グッド・モーニング・ミスター・コーヒー - "Good Morning, Mr. Coffee" - 7:25
6. スープ・オブ・ザ・デイ - "Siouxp of the Day" - 4:01
7. オン・ザ・フリッツ - "On the Fritz" - 5:24
8. ティー・フォー・ワン・アンド・ア・ハーフ - "Tea for One and a Half" - 6:22
9. ネヴァー・マインド・アワー・ウェザー - "Never Mind Our Weather" - 5:54
10. マクロウェイヴズ - "Macrowaves" - 2:57

### 日本盤ボーナス・トラック
1. ザ・ムース・アー・マーチング - "The Moose Are Marching" - 21:57

## 参加ミュージシャン
- アンダース・ヨハンソン - ドラムス
- イェンス・ヨハンソン - キーボード、シンセベース
- アラン・ホールズワース - ギター、SynthAxe